# أنوناكي

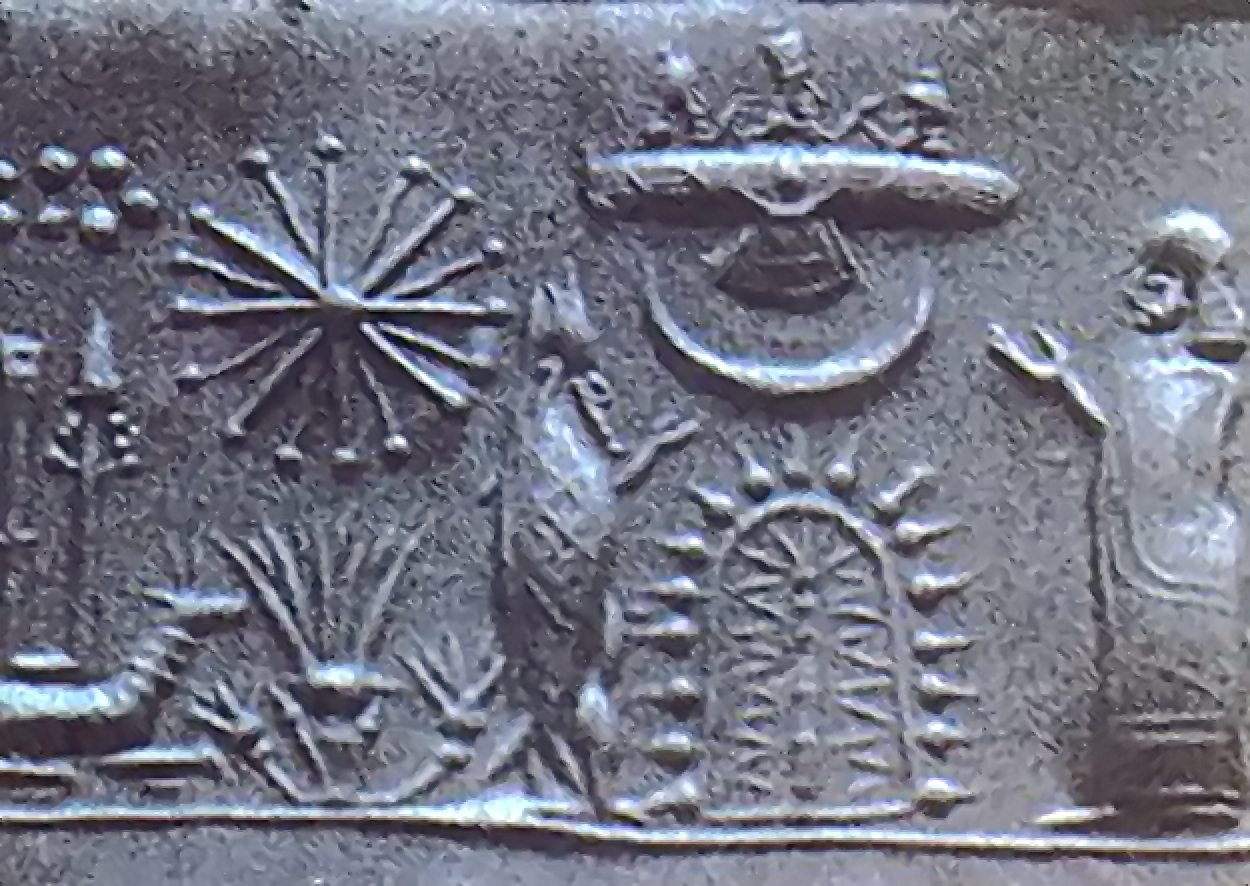
الانوناكي كما صورهم السومريون

الأنوناكي مجموعة من الآلهة التي تظهر في الأساطير التقليدية للسومريين والأكاديين والآشوريين والبابليين. وهم أتباع الإله آنو. أغلب الأوصاف حول طبيعتهم وعددهم مختلف عليها.
في نزول إنانا إلى العالم السفلي، يتم تصوير الأنوناكي على أنهم القضاة السبعة الذين يجلسون أمام عرش إريشكيجال في العالم الآخر. ولاحقاً في النصوص الأكادية مثل ملحمة جلجامش جاؤوا بنفس التصوير. خلال الفترة البابلية القديمة كان يُعتقد أن الأنوناكي هم الآلهة الكثونية للعالم السفلي بينما كانت آلهة السماوات تُعرف باسم الإغيغي. حدد الحثيون القدماء الأنوناكي على أنهم أقدم جيل من الآلهة، الذين تم الإطاحة بهم ونهبهم من قبل الآلهة الصغار. وقد برز الأنوناكي بشكل بارز في أعمال العصر الحديث المزيف، مثل كتب زكريا سيتشن، ونظريات المؤامرة، مثل نظريات ديفيد آيك على أنهم كائنات غير بشرية جاؤوا من الفضاء وبالتحديد من كوكب اسمه نيبيرو.

## إتيمولوجيا
كلمة أنوناكي تعني "السلالة الملكية أو الدم الملكي نسبة إلى آنو ملك ورب الآلهة. المصطلح ذاته يعني: من السلالة الملكية أو من السلالة الأميرية، آلهة السماء السومرية. الاسم مكتوب بشكل مختلف "da-nuna" أو "da-nuna-ke4-ne" أو "da-nun-na"، وهذا يعني "ذرية الأمير" أو "ذرية آنو".
وفي اللغة النوبية القديمة تعني جدنا الذي ذهب - أن نو نوكي

## الأسطورة
في مطلع أسطورة التكوين السومري: 
في جبل السماء والأرض أنجب (آن) أتباعه الأنوناكي
وهذا الجبل لم يكن أزلياً، بل مخلوقاً. فمن لوح آخر مخصص لتعداد أسماء الأنوناكي، آلهة سومر، نعرف أن الآلهة (نمو) وهي المياه البدئية قد أنجبت السماء والأرض، اللتين انفصلتا عن بعضهما. ويشير مطلع أسطورة أخرى عرضاً إلى هذا الانفصال.، فيقول: 
بعد أن أبعدت السماء عن الأرض
وفصلت الأرض عن السماء
وتم خلق الإنسان
وأخذ (آنو) السماء
وانفرد انليل بالأرض
أخذ الإله (كور) الإلهة (اريشكيجال) غنيمة.

## وصلات خارجية
- السومريون أبناء الآلهة موقع إذاعة صوت روسيا.